# Palazzo Comunale (Bobbio)
Il Palazzo Comunale di Bobbio è la sede del Municipio del Comune di Bobbio, comune italiano in provincia di Piacenza.
È un antico edificio storico del XV secolo, già Monastero di Santa Chiara, situato nel centro storico della cittadina. Vi fu collocata la sede municipale a partire dal 1927.
Di fronte al Palazzo Comunale vi è Piazza Santa Chiara e la contrada dei Buelli con l'antico palazzo della famiglia Buelli, di cui è ancora visibile lo stemma nobiliare, e l'adiacente trattoria "La Paolina", ora soppressa, la cui insegna è ancora presente in alto.
All'interno della sede comunale e dell'Auditorium di S. Chiara vi è un grande giardino che si affaccia verso Valgrana sopra via Circonvallazione.

## Storia

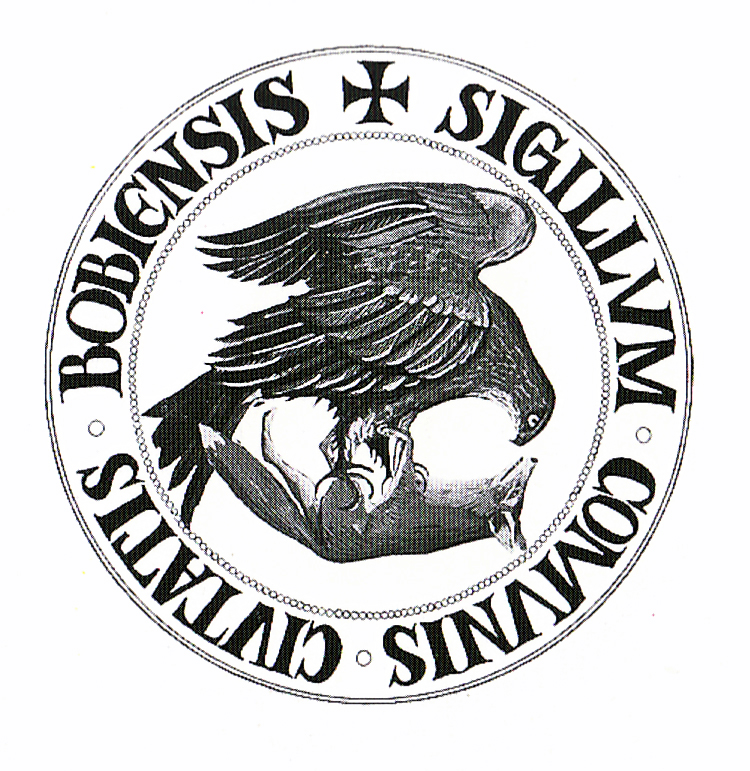
L'antico sigillo del Comune di Bobbio - XIII - XIV sec.

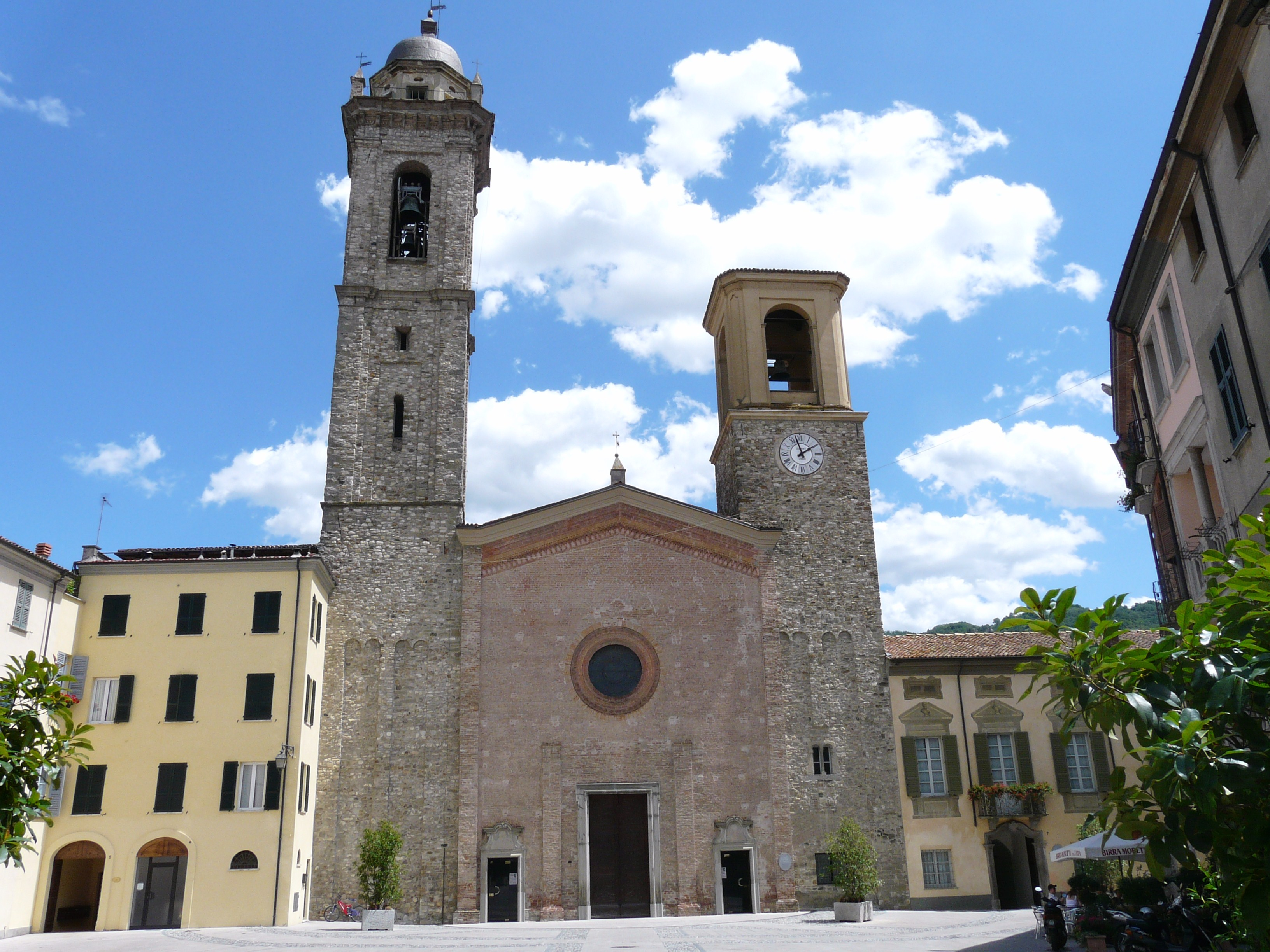
L'odierna Piazza del Duomo, sulla sinistra adiacente alla torre, ancora visibile parte dell'edificio del Palazzo Podestarile

La sede comunale fino al principio dell'XI secolo era nel Palazzo Podestarile costruito nel 1226 in Piazza del Duomo. Nel 1808 la sede del municipio passò nei locali del monastero dell'Abbazia di San Colombano. Dal 1927 ha sede nell'attuale edificio.

### Palazzo Podestarile
Il Palazzo Podestarile venne edificato nel 1226 in Piazza del Duomo davanti alla Cattedrale di Santa Maria Assunta. Era sede del Consiglio dei Reggenti, dei Consoli e del Podestà. L'edificio ormai abbandonato dal 1808, con il trasferimento del municipio nel monastero di San Colombano, venne quasi totalmente distrutto nel 1927 per allargare la piazza e per valorizzare esteticamente la Cattedrale. Parte dell'edificio del 1226 venne trasformato ed è oggi ancora visibile alla sinistra del Duomo, adiacente alla torre campanaria.
In quel palazzo nacquero e furono firmati gli Statuti comunali nel 1342.

### Convento di Santa Chiara

Lo stemma del Comune di Bobbio

Il Monastero o Convento di Santa Chiara fu edificato nel 1436 per ospitare le monache clarisse. Nel 1459 le monache ottengono dal papa Pio II l'istituzione del monastero. L'edificio venne notevolmente trasformato ed ampliato nel 1546, con i materiali dell'antico ospedale di San Lazzaro che sorgeva nei pressi del Ponte Gobbo sul Trebbia, distrutto nel 1472 dalla piena del fiume. La facciata attuale del palazzo risale al XVII secolo, quando l'edificio divenne anche un educandato per le famiglie nobili bobbiesi. Il Convento come altri monasteri ed edifici religiosi venne soppresso dai napoleonici nel 1803.
La chiesa di S. Chiara del convento venne trasformata dai francesi in teatro ed affrescata dal pittore bobbiese Brugnelli, successivamente l'edificio divenne prima una sala cinematografica e poi sala da ballo fino al 1985. Attualmente è utilizzato come Auditorium e centro congressi e convegni.
Nel 1833 nel monastero vi fu posta la sede del Regio Ginnasio, fondato dal vescovo Cavalleri. Dopo la distruzione del Palazzo Podestarile di Piazza del Duomo ed il trasferimento del ginnasio nel monastero di San Colombano, nel 1927 divenne la nuova sede del municipio. Recentemente l'edificio è stato ristrutturato ed all'interno sono stati creati il nuovo Centro Culturale, una sala conferenze, gli Archivi Storici comunali e la biblioteca.

## Stemma e Gonfalone del Comune

Il Gonfalone del Comune di Bobbio

Lo stemma del Comune di Bobbio è costituito da una croce latina rossa in campo bianco, simbolo dei Visconti, e da due colombe bianche, una a destra e l'altra a sinistra nella parte alta e che si guardano tra loro, simbolo di San Colombano. Lo stemma è riprodotto anche sul sepolcro del Santo nella cripta dell'Abbazia.
Anche il Gonfalone del comune richiama lo stemma comunale con uno sfondo azzurro e la scritta Città di Bobbio, a ricordare quando nel 1014 il borgo fu elevato al rango di città dall'imperatore Enrico II.

## Targa della Repubblica di Bobbio

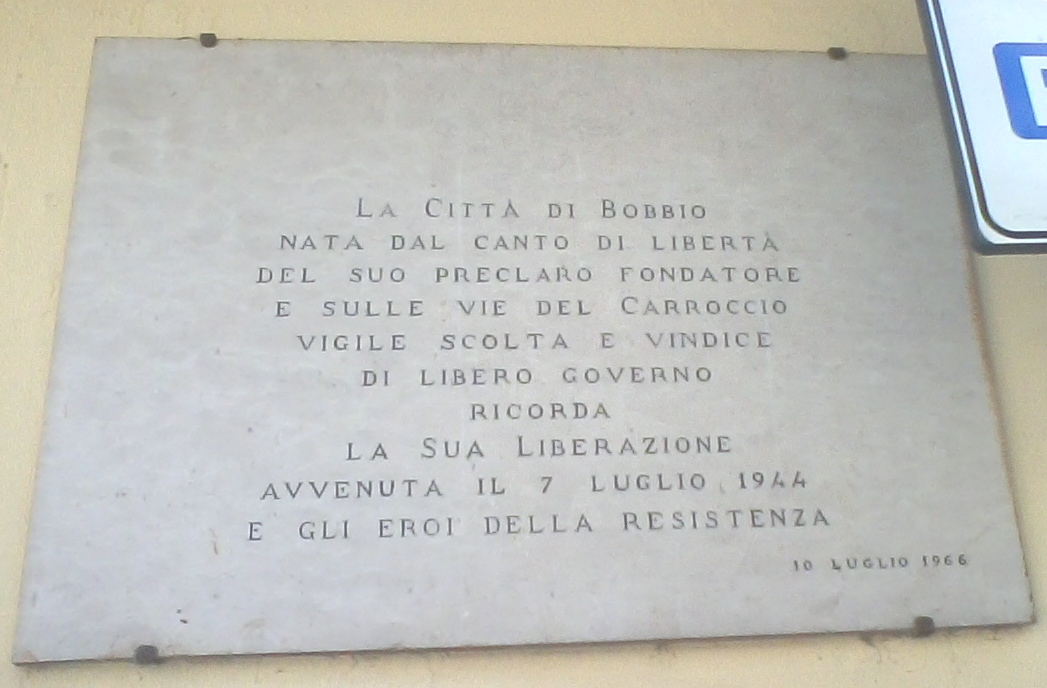
Targa sull'entrata del Palazzo Comunale a ricordo della liberazione e della Repubblica di Bobbio

Targa posta all'entrata del Palazzo comunale di Bobbio a ricordo sia dell'antica fondazione, del titolo di Città dal 14 febbraio del 1014, come Libero comune (dall'inizio del XII secolo) all'adesione alla Lega Lombarda ed alla partecipazione ai combattimenti contro il Barbarossa a Legnano, sia agi avvenimenti del movimento resistenziale nell'estate del 1944 che portarono alla liberazione della città da parte dei partigiani ed alla fondazione della Repubblica di Bobbio. Alle 7.30 del 7 luglio 1944 gli uomini dei comandanti "Virgilio Guerci" e "Italo Londei" entrano per primi in Bobbio seguiti dalle altre brigate e dagli uomini della divisione GL di Fausto Cossu. Il territorio di Bobbio si costituisce quindi in Repubblica, ponendo la sede nel palazzo comunale,  si estendeva per 90 km da Rivergaro a Torriglia, con propaggini in Oltrepò e Val Tidone e Val d'Aveto, divisa in due zone contigue (versante piacentino e pavese: Zona A; versante piacentino e genovese: Zona B, con centro a Gorreto e Torriglia). Il 1º agosto la Giunta nella sede del Palazzo Comunale elegge il Sindaco-Commissario il prof. Bruno Pasquali e come Vice il dott. Mario Reposi. Radio Londra annunciò «Bobbio, la prima città del Nord Italia è liberata». 
Il 22 agosto i tedeschi iniziarono un'azione offensiva che si concluse, dopo la Battaglia del Penice del 27 agosto, con lo scioglimento della Repubblica e l'occupazione nazifascista di Bobbio il 29 agosto 1944. Bobbio subirà alterne vicende con liberazioni e rioccupazioni, fino alla definitiva liberazione il 4 marzo del 1945.